# Passalus pugionifer
Passalus pugionifer là một loài bọ cánh cứng trong họ Passalidae.